# Doña Juana la Loca
Doña Juana la Loca és una obra cabdal de Francisco Pradilla, pintor de gènere històric espanyol que va realitzar diverses obres amb Joana I de Castella com a protagonista. Pradilla va realitzar aquesta pintura mentre estava pensionat a l'acadèmia espanyola de Roma, i fou premiat amb la medalla d'honor a l'Exposició Nacional de Belles Arts de 1878, a més de reconeixements a ciutats com París, Berlín i Viena.
L'obra representa una pausa del trajecte que Joana I de Castella va fer amb el cadàver del seu espòs, Felip el Bell, des de la cartoixa de Miraflores a Granada, on fou enterrat, basat en el relat de Modesto Lafuente en la seva Historia de España. La figura de la reina ocupa el centre d'una composició particularment equilibrada i domina l'escena, amb un gest desafiant a les inclemències del temps —noti's l'efecte del vent a la foguera de la part dreta— a la vegada que dominat per la tristesa del seu rostre, amb la mirada perduda tot contemplant el fèretre. L'acompanya el seu seguici, que completa la composició amb un ventall variat tant de gestos i expressions com de vestimentes i accessoris, els quals revelen el gran coneixement que tenia Pradilla d'aquell moment històric.
L'obra va ser adquirida pel Museo del Prado l'any 1879, i passà immediatament a la col·lecció del Museu d'art modern, instal·lat al Casón del Buen Retiro de Madrid.

## Esbossos

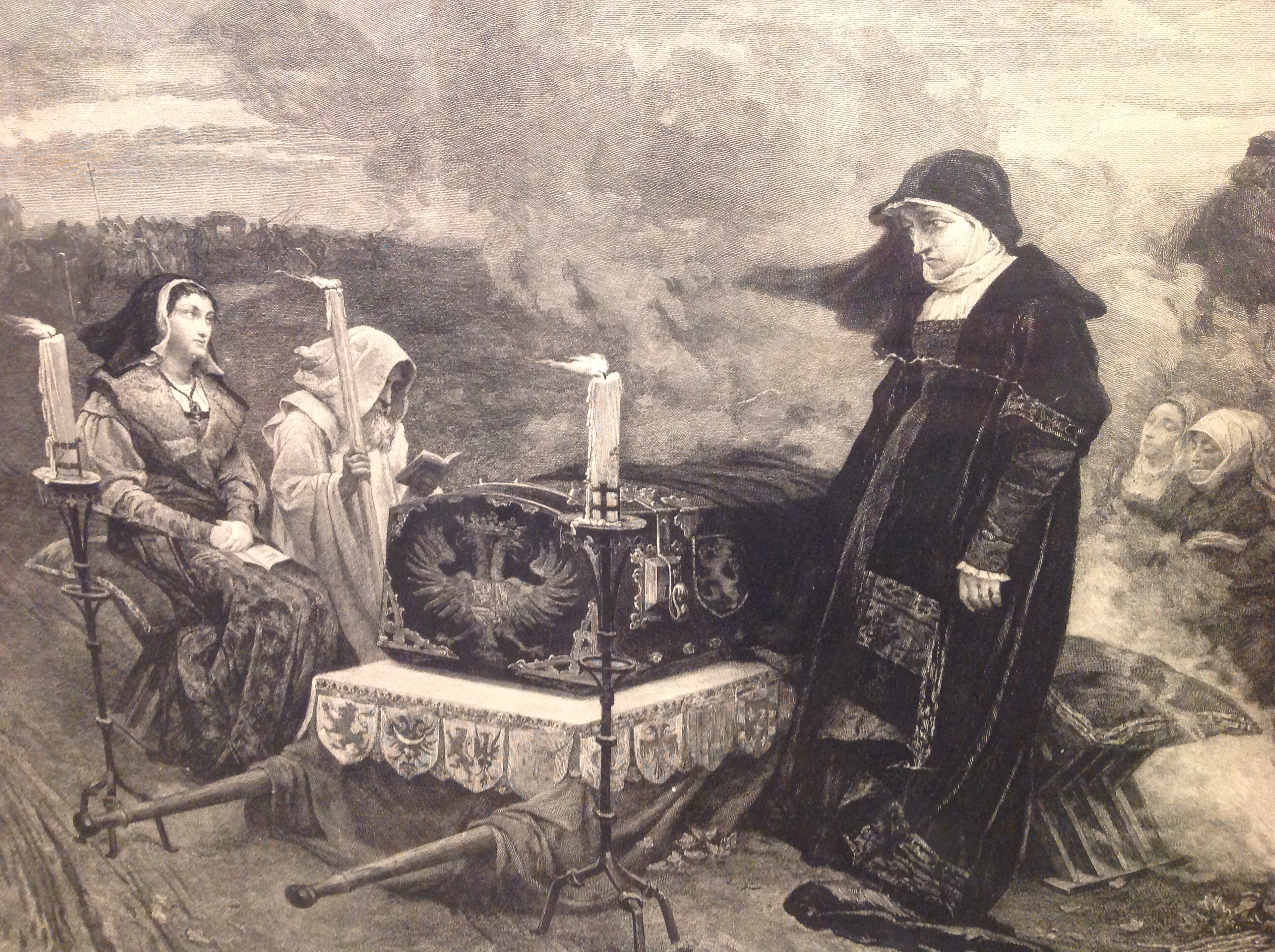
Gravat conservat a la BMVB

D'aquesta obra es té constància de l'existència de múltiples esbossos i dibuixos preparatoris, i Pradillà dedicà i regalà un d'ells al paisatgista Jaume Morera, probablement durant els anys en què ambdós eren pensionats. Es tracta d'una petita pintura a l'oli sobre tela (38,6 × 59 cm), signada per l'artista i datada l'any 1877. La dedicatòria al paisatgista lleidatà, escrita en pintura vermella a l'angle inferior dret del quadre, resa A mi querido Morera.
Aquest estudi preparatori és considerat el segon esbós del quadre, amb una composició més simple que la de l'obra acabada, tant pel que fa al nombre de personatges representats com en la seva disposició. Aquest esbós és un estudi del color i dels elements que seran definits amb gran precisió a l'obra final, els quals en aquest cas són presentats amb una pinzellada solta i espontània, que revela la gran preocupació de l'artista per reflectir l'ambient i l'atmosfera de l'escena representada.